# Ffestiniog Railway
Ffestiniog Railway è una ferrovia turistica nel Regno Unito a scartamento ridotto di 1' 11 e 1/2" (597 mm). La linea, lunga 21,5 km, venne costruita nel 1836 ed esercita a trazione equina per il trasporto dei minerali: collega Porthmadog con Blaenau Ffestiniog nel Galles nord-occidentale.

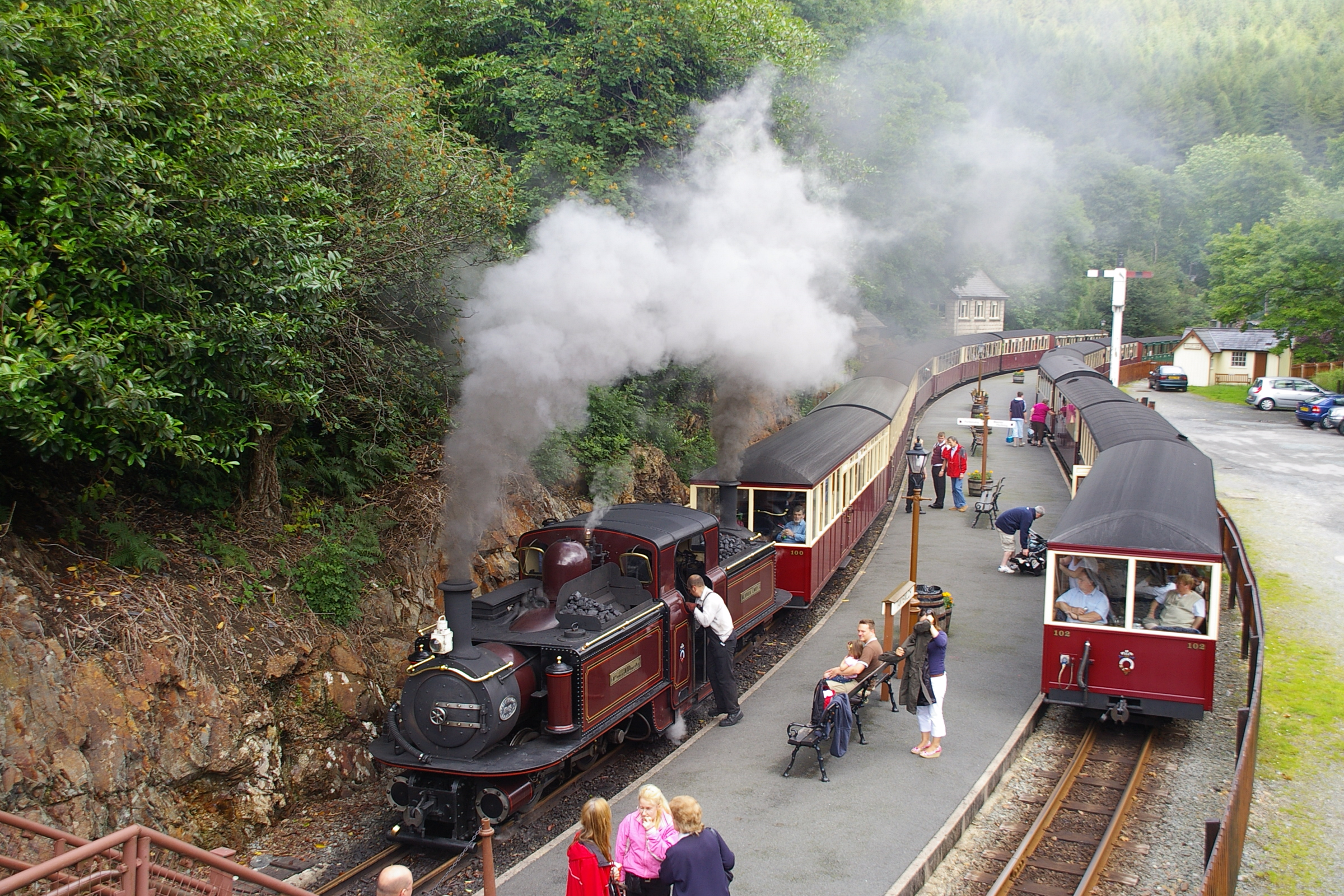
Due treni turistici

Nel 1865 venne aperta anche per il servizio passeggeri che cessò nel 1939. Il 1º agosto 1946 la linea venne definitivamente chiusa al traffico commerciale.
Nel 1954 è iniziato il recupero della linea con finalità turistiche con la riapertura nel 1955; oggi è una delle più conosciute ferrovie preservate nel Regno Unito.
Il materiale rotabile oggi in uso è costituito da 12 locomotive a vapore costruite tra il 1863 e il 1917, altrettante locomotive diesel del periodo 1917/1983, 34 vetture passeggeri di vario tipo e epoca, 6 bagagliai e un centinaio di carri merci, alcuni risalenti all'epoca della trazione animale